# 车轮战 (棋类)

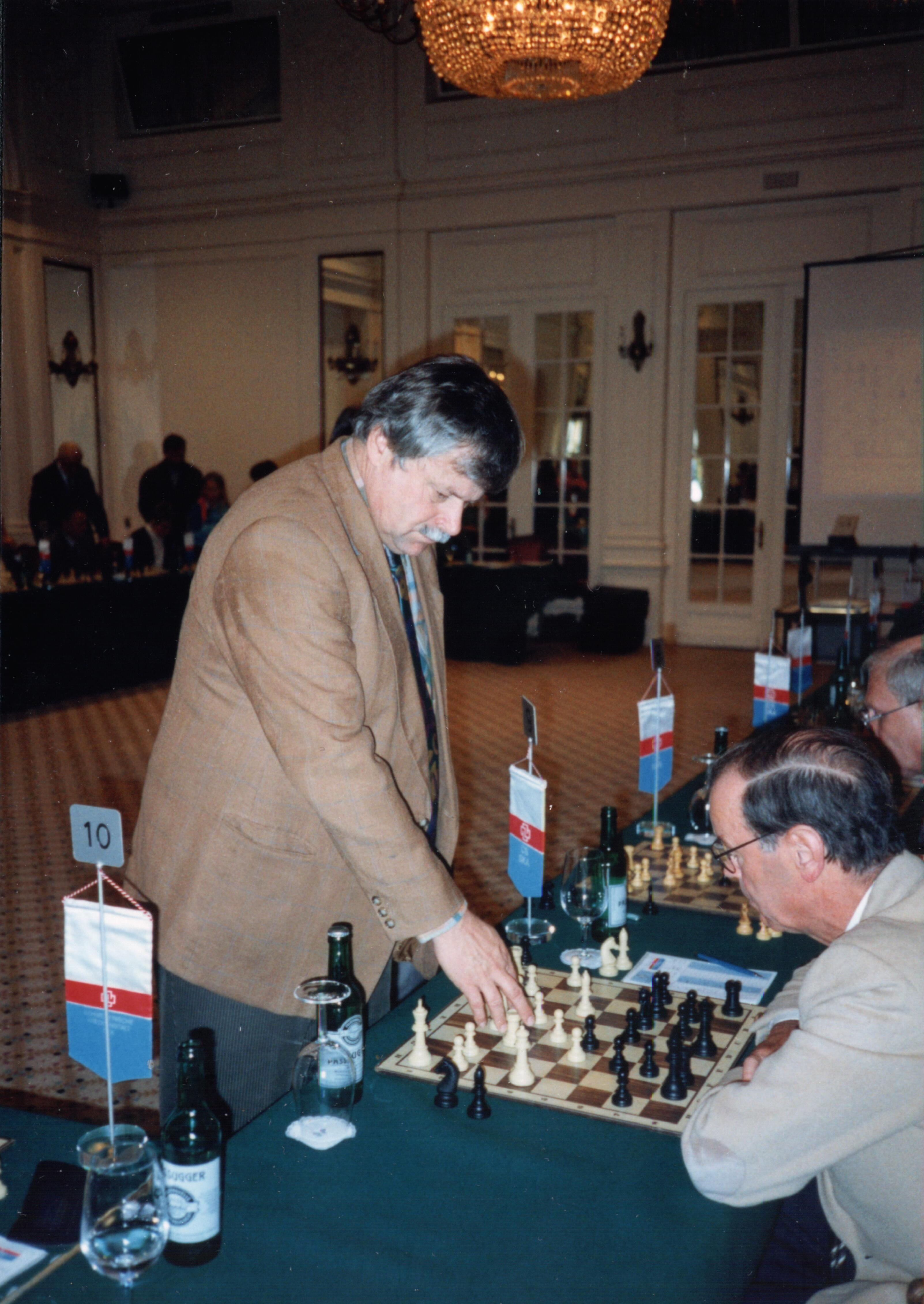
国际象棋特级大师弗拉斯季米尔·霍特于1997年进行的一场车轮战表演

车轮战（英語：simultaneous exhibition），又称为多面打，是指在国际象棋、围棋等棋类游戏中一位棋手（通常为国际象棋特级大师、围棋职业高段位棋手等）同时与多位棋手轮流对战。

## 车轮战纪录

### 国际象棋
1922年刚获得世界冠军不久的卡帕布兰卡，经过7个小时的比赛，最终在103场对决中取得了102胜1和（胜率为99.5%）的成绩，是75场以上对弈的车轮战中的最高胜率。。伊朗国际象棋特级大师Ehsan Ghaem-Maghami保持着规模最大的国际象棋车轮战纪录。在2011年2月8日至9日的车轮战中，他25小时内同时与604位棋手过招，取得了580胜、16和、8负的成绩，打破了吉尼斯世界纪录。而国际象棋车轮战的胜率纪录则是由前世界冠军何塞·劳尔·卡帕布兰卡保持。

### 围棋
2000年2月22日，在成都举办的“碧峰峡杯聂棋圣挑战基尼斯”围棋赛中，聂卫平九段与150位围棋爱好者对弈，获得了91.6%的胜率，并打破了规模最大的围棋车轮战纪录。

### 中国象棋
2008年2月24日，有“台湾棋王”之称的吴贵临在高雄市文化中心举办的“象棋嘉年华”中，与150位棋手对弈九个多小时，取得了131胜、16和、3负的成绩，并打破了2007年柳大华创下的同时对弈139人的中国象棋车轮战纪录。